# Arne Selmosson
Arne Bengt Selmosson (ur. 29 marca 1931 w Sligotene, zm. 19 lutego 2002 w Sztokholmie) – szwedzki piłkarz, napastnik, skrzydłowy. Srebrny medalista MŚ 58. Obdarzany przydomkiem Raggio di Luna.
W ojczyźnie grał w Jönköpings Södra IF. Większość kariery spędził na Półwyspie Apenińskim. W sezonie 1954/1955 grał w Udinese Calcio, przez następne trzy lata był piłkarzem S.S. Lazio. W 1958 odszedł do rywala zza miedzy – Romy i w pierwszym sezonie z 16 bramkami w lidze był najlepszym strzelcem zespołu. Wspólnie z kolegami triumfował w Pucharze Miast Targowych (1961). W tym samym roku ponownie został graczem Udinese, w 1964 wrócił do Szwecji i występował w zespołach z niższych klas rozgrywkowych. Selmosson jest jedynym piłkarzem, który zdobył gole w derbach Rzymu zarówno dla Romy, jak i Lazio. W Serie A strzelił łącznie 81 bramek.
W reprezentacji Szwecji zagrał 4 razy. Podczas MŚ 58 wystąpił w jednym spotkaniu grupowym, zremisowanym 0:0 meczu z Walią.